# Академия Пандева Брера Струмица
«Академия Пандева Брера Струмица» или «АП Брера Струмица» (макед. ФК Академија Пандев Брера Струмица) — северомакедонский футбольный клуб из Струмицы. Участник чемпионата Северной Македонии.

## История
Клуб был основан в 2010 году в качестве молодёжной академии северомакедонскимфутболистом Гораном Пандевым. В 2014 году была сформирована старшая команда. Тогда же началось строительство спортивного центра «Пандев» в Струмице.
В 2014 году команда играла в низшей, муниципальной лиги. В следующем — в третьей лиге, затем — во второй лиге. В 2017 году «Академия Пандева» вышла в высший дивизион македонского футбола — первую лигу.
Домашний стадион — «Благой Истатов». С февраля 2018 года из-за повышения арендной платы клуб играл на стадионе «Кукуш» в Турново.
В сезоне 2018/19 клуб выиграл Кубок Северной Македонии, обыграв в финале по пенальти «Македония Гёрче Петров».
В первом квалификационном раунде Лиги Европы 2019/20 «Академия Пандева» проиграла клубу из Боснии и Герцеговины «Зриньски» Мостар в обоих матчах 0:3.